# Üzleti és pénzügyi rövidítések listája
Ez a felsorolás az üzleti életben, különösképpen pedig a pénzügy, illetve számvitel területén alkalmazott rövidítéseket és jelentésüket, magyar szócikkeiket foglalja össze.

## A
- AI – Mesterséges intelligencia
- ASAP – Amilyen gyorsan csak lehet
- API – alkalmazásprogramozási felületet

## B
- BAU – Normális üzletmenet, összehasonlító (benchmark) elemzéseknél az alap szkenárió
- BÉT – Budapesti Értéktőzsde
- BIC – Szabványos bankazonosító-kód
- BUBOR – Budapesti bankközi forint hitelkamatláb
- BUX – magyar tőzsdei részvényindex, mely a BÉT-en forgó legnagyobb kapitalizációjú részvények mozgását reprezentálja

## C
- CAPEX – Tőkebefektetés
- CEO – Vezérigazgató
- COB – műszakzárás, munkaidő vége
- CPI – Fogyasztói árindex
- CRM – ügyfélkapcsolat-kezelés és a hozzá tartozó informatikai rendszerek
- CTO – Chief Technology Officer – Technológiai vezető
- COO – Chief Operating Officer – Műveleti igazgató, Működésért felelős felső vezető
- CIO – Chief Information Officer – Információs igazgató
- CMO – Chief Marketing Officer – Marketing igazgató
- CCO – Chief  Compliance Officer – Minőségbiztosítási igazgató

## D
- DPF/DCF – Diszkontált pénzforgalom

## E
- EBIT – kamat és nyereségadó-ráfordítások levonása előtti eredmény
- EBITDA – kamatok, adózás és értékcsökkenési leírás előtti eredmény
- EKB/ECB – Európai Központi Bank
- ERP – Vállalatirányítási információs rendszerek
- EXP – Export

## F
- FTE – Teljes munkaidő egyenérték
- FYI – tájékoztatásul

## G
- GDP – Bruttó hazai termék
- GDPR – Általános adatvédelmi rendelet

## H
- H1/H2 – félévek
- HR – Emberi erőforrások
- HQ – székhely

## I
- IMP – Import
- IoT – Dolgok internetje
- IRR – belső megtérülési ráta

## J
- JIT – gyártásszervezési és készletgazdálkodási leltárstratégia

## K
- K+F/R&D – Kutatás-fejlesztés
- KPI – Kulcs eredményességi/teljesítménymérési mutató

## L
- LEAN – gazdaságosságközpontú vállalatszervezési, vállalatirányítási módszer
- LIBOR – Londoni bankközi hitelkamatláb, a kereskedelmi bankok kihelyezési rátájának átlaga
- LTP – hosszútávú terv

## M
- MFt – millió Forint rövidítve
- MIFID – Az Európai Parlament és a Tanács 2004/39/EK irányelve (2004. április 21.) a pénzügyi eszközök piacairól (Markets in Financial Instruments Directive), 2018. január 2-án hatályát vesztette
- MIFID II - Az Európai Parlament és a Tanács 2014/65/EU irányelve (2014. május 15.) a pénzügyi eszközök piacairól
- MOU – szándéknyilatkozat, egyetértési megállapodás
- MTP – középtávú terv

## N
- NPV – Nettó jelenérték
- NYSE – New York-i tőzsde

## O
- OECD – Gazdasági Együttműködési és Fejlesztési Szervezet
- OEM – Eredeti készülékgyártó
- OPEX – Működési költség
- OTC – két fél közötti közvetlen, tőzsdén kívüli kereskedés

## P
- PP&E – ingatlan, gyáregység, és berendezések
- PPP – köz- és magánegyüttműködés
- PPT – Microsoft Powerpoint szoftverrel készített prezentáció
- PQM – folyamatközpontú minőségirányítás

## Q
- Q1/Q2/Q3/Q4 – negyedévek

## R
- RAB – Szabályozói eszközalap
- ROA – Eszközarányos nyereség
- ROCE – a felhasznált tőke megtérülés
- ROE – részvénytőke-arányos megtérülés
- ROI – a befektetés egységére eső nyereség

## S
- SLA – szolgáltatási megállapodás az elvárt szolgáltatási szintről
- SWIFT – Szabványos bankazonosító-kód

## T
- TAO – Társasági adó
- TBD – még nincs eldöntve
- TCO – tulajdonjog teljes költsége
- TQM – teljes körű minőségirányítás

## V
- VPN – Virtuális magánhálózat

## W
- WACC – súlyozott átlagos tőkeköltség
- WTO – Kereskedelmi Világszervezet

## Y
- YTD – ebben az évben az eddig eltelt hónapok időszaka, évközi aktuális tényidőszak
- YTG – ebben az évben még hátralévő hónapok időszaka, maradék éves tervidőszak